# Castello di Drivasto
Il castello di Drivasto (in albanese Kalaja e Drishtit) è un castello in rovina sopra l'odierno villaggio albanese di Drivasto, la Drivastum medievale, nell'unità municipale di Postribë, nella Prefettura di Scutari, Albania.
Le prime tracce delle fortificazioni risalgono al tardo Neolitico. Nel IX secolo faceva parte delle difese del principato di Zeta.
Parte del castello fu costruita nel XIII secolo durante il dominio bizantino. Le attuali mura e torri risalgono al 1396-1478 in epoca veneziana. Nel XIV secolo il castello divenne indipendente da Scutari. Nel 1442 il castello fu preso dal despota serbo Đurađ Branković dalle forze veneziane. Alla fine cadde in mano agli ottomani durante il massiccio assedio di Scutari nel 1478.
All'interno delle mura del castello ci sono i resti di 11 case.